# Vallan

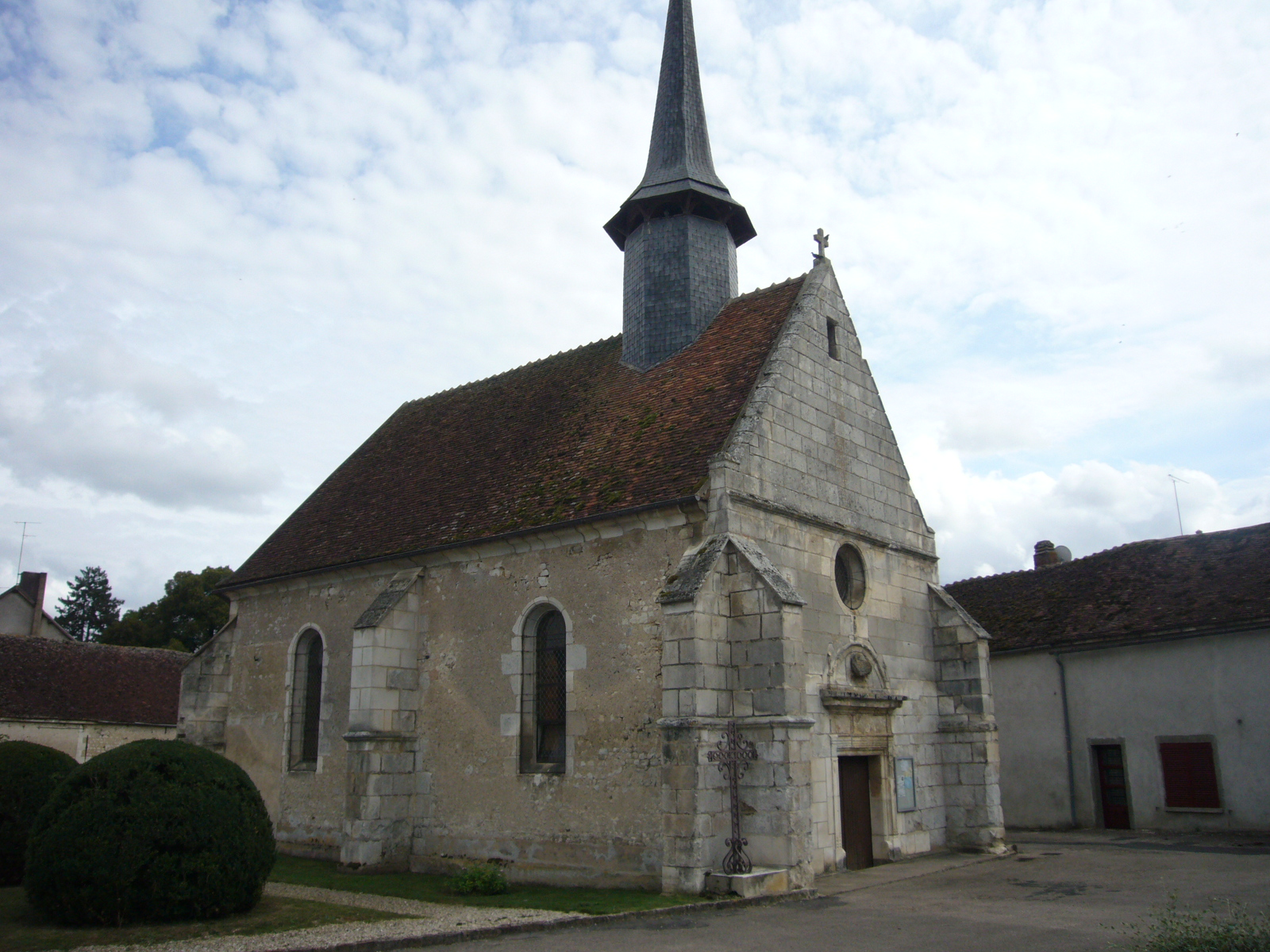
Kerk

Vallan is een gemeente in het Franse departement Yonne (regio Bourgogne-Franche-Comté) en telt 727 inwoners (1999). De plaats maakt deel uit van het arrondissement Auxerre.

## Geografie
De oppervlakte van Vallan bedraagt 11,8 km², de bevolkingsdichtheid is 61,6 inwoners per km².
De onderstaande kaart toont de ligging van Vallan met de belangrijkste infrastructuur en aangrenzende gemeenten.

## Demografie
Onderstaande figuur toont het verloop van het inwonertal (bron: INSEE-tellingen).